# Kirchweg (Bremen)
Der Kirchweg ist eine historische Straße in Bremen Stadtteil Neustadt, Ortsteile  Buntentor und Gartenstadt Süd. Sie führt in Nord-Süd-Richtung vom Buntentorsteinweg zur Neuenlander Straße.
Sie gliedert sich in die Teilbereiche
- Buntentorsteinweg bis Kornstraße und
- Kornstraße bis Neuenlander Straße.

Die Querstraßen und Anschlussstraßen wurden u. a. als Buntentorsteinweg seit dem 17. Jahrhundert nach dem Bunten Tor in der Bremer Stadtbefestigung (zuvor seit 1564 Steinwege), Bruchstraße von 1848 nach der Stelle beim Deichbruch von 1845, Hardenbergstraße (von 1863) nach dem Reformator und Domprediger Albert Hardenberg, Kornstraße nach der Flurbezeichnung, Gastfeldstraße 1875 nach dem niederdeutschen Wort für Gerstenfeld, der dortigen Feldmark, Thedinghauser Straße nach der Gemeinde Thedinghausen, Theodor-Storm-Straße nach dem Dichter und Neuenlander Straße nach der Feldmark Nielandt im Gebiet Obervihlandt; ansonsten siehe beim Link zu den Straßen.

## Geschichte

### Entwicklung
Seit 1201 fand an der Neuenlander Straße für das Nielandt (1284: Nyenlande) eine Kolonisierung statt;  mehrere Gehöfte entstanden.

1564 wurde eine neue Heerstraße gepflastert die zunächst Am Steinwege hieß und heute der Buntentorsteinweg ist.
Zwischen den beiden Straßen ist in dem Plan Ober Vieland von 1809 in der Chronik von Christian Abraham Heineken bereits westlich von der Feldmark Gastfeld der Kirchen Weg am Prinzenkamp  erkennbar, den die Einwohner von der Neuenlander Straße zu ihrer St. Pauli-Kirche nutzen. Das Gebiet zwischen den Straßen war weit in das 19. Jahrhundert hinein Ackerland.

Die Kornstraße wurde ab 1873 ausgebaut, die Gastfeldstraße ab 1875 angelegt und die Süderthorsvorstadt entwickelte sich Richtung Neuenlander Straße ab 1900.

1865 wurde der Kirchweg ausgebaut. 1876 entstand die evangelische St.-Jakobi-Kirche an der Ecke Kirchweg und Kornstraße. Die ersten Häuser wurden nun zwischen den Straßen gebaut, von West nach Nord und von Nord nach Süd zwischen um 1848 (Bruchstraße) und bis um 1900.
Die Gartenstadt Süd wurde von 1957 bis 1960 durch die Gewoba um ein großes Neubaugebiet erheblich vergrößert. Diese Siedlung  erhielt Wohngebäude in sachlicher Formensprache als zumeist vier- und auch achtgeschossige Zeilenbauten.

### Verkehr
Der Bau eines inneren Ringes einer Stadtautobahn in Bremen, der durch das Ostertor (Mozarttrasse) und die Neustadt (Kirchweg) führen sollte, scheiterte in den 1970er Jahren am Protest der Bürger.
Durch die Gastfeldstraße fuhr von 1958 bis 1967 die Straßenbahnlinie 6, die am Kirchweg begann und zur Hemmstraße in Findorff führte.
Die Straßenbahn Bremen tangiert die Straße durch die Linie 4 (Lilienthal – Domsheide – Arsten) am Buntentorsteinweg.
Im Nahverkehr in Bremen  durchfahren die Buslinien 26 (Huckelriede – Walle) und 27 (Huckelriede – Findorff/Weidedamm) die Gastfeldstraße und bis zur Kornstraße den Kirchweg.

## Gebäude und Anlagen
An der Straße befinden sich u. a. ein- bis viergeschossige Bauten sowie ein achtgeschossiges Wohnhochhaus.
Bremer Baudenkmale
- Nr. 53–57: Neugotische, evangelische St.-Jakobi-Kirche von 1876 nach Plänen vom Johannes Rippe[1] Das Gemeindehaus entstand 1893.
- Nr. 190–200: Silberwarenfabrik Koch & Bergfeld (1892–1895) nach Plänen von Fritz Dunkel[2]

Gebäude und Anlagen
- Nr. 5 bis 25 Ecke Bruchstraße: 1- und 2-gesch. verputzte Wohnhäuser
- Nr. 14 bis 74: 1- und 2-gesch. verputzte Wohnhäuser
- Kirchweg / Hardenbergstraße: Beginenhof: 3- und 4-gesch. Wohnanlage für Frauen von 2001 nach Plänen von Alexandra Czerne und Thalen Consult auf einem ehemaligen Gelände der Coca-Cola-Produktion[3]
- Nr. 39 bis 51: 2-gesch. Wohnhäuser und ein 3-gesch. Giebelwohnhaus
- Nr. 61: 3-gesch. verfliestes Wohnhaus mit betontem Erker an der Ecke zur Kornstraße und Giebelrisalit
- Nr. 76 Eckhaus Kornstraße: 3-gesch. Wohn- und Geschäftshaus mit Cafe
- Nr. 63 bis 111: zumeist 2-gesch. Wohnhäuser
- Nr. 78 bis 120: zumeist 2-gesch. Wohnhäuser
- Nr. 124: 4-gesch. Altenpflegeheim Kirchweg mit Rotsteinfassaden
  - Nr. 130 bis 160: Drei L-förmige 3-gesch. verklinkerte Wohnhäuser
- Nr. 113 bis Neuenlander Straße: zumeist 4-gesch. verputzte Wohnhäuser und ein 8-gesch. Wohnhochhaus von um 1957 bis 1960 der Gewoba in der Gartenstadt Süd
- Nr. 188 bis Neuenlander Straße: Gewerbegebiet

Denkmale

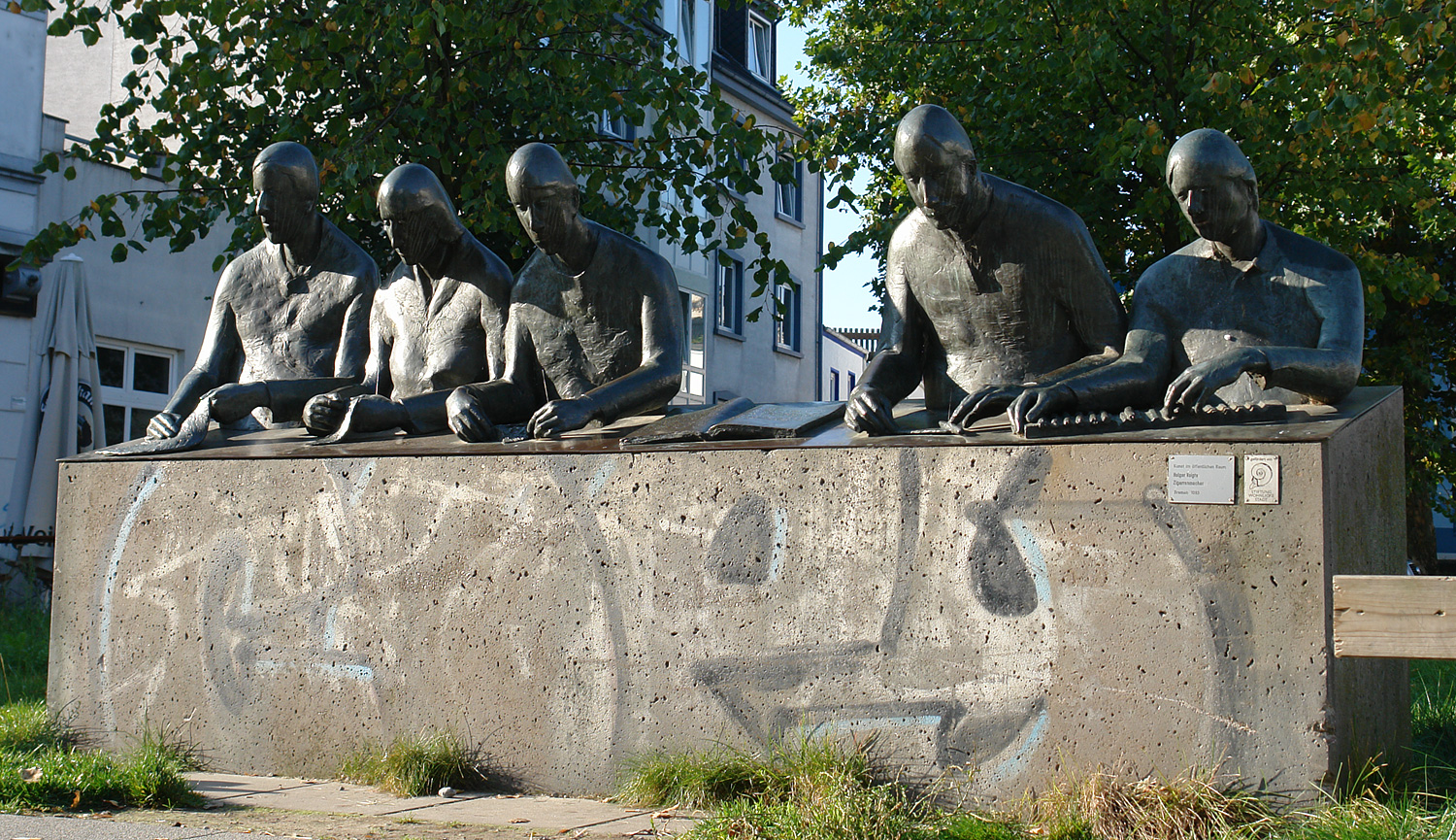
Zigarrenmacherdenkmal

- Das Zigarrenmacherdenkmal von 1984 von Bildhauer Holger Voigts an der Ecke Buntentorsteinweg und Kirchweg erinnert an einen wichtigen Berufszweig der hier in der Neustadt im 19. Jahrhundert arbeitenden Bewohner.